# Catadau
Catadau è un comune spagnolo di 2 525 abitanti situato nella comunità autonoma Valenciana.

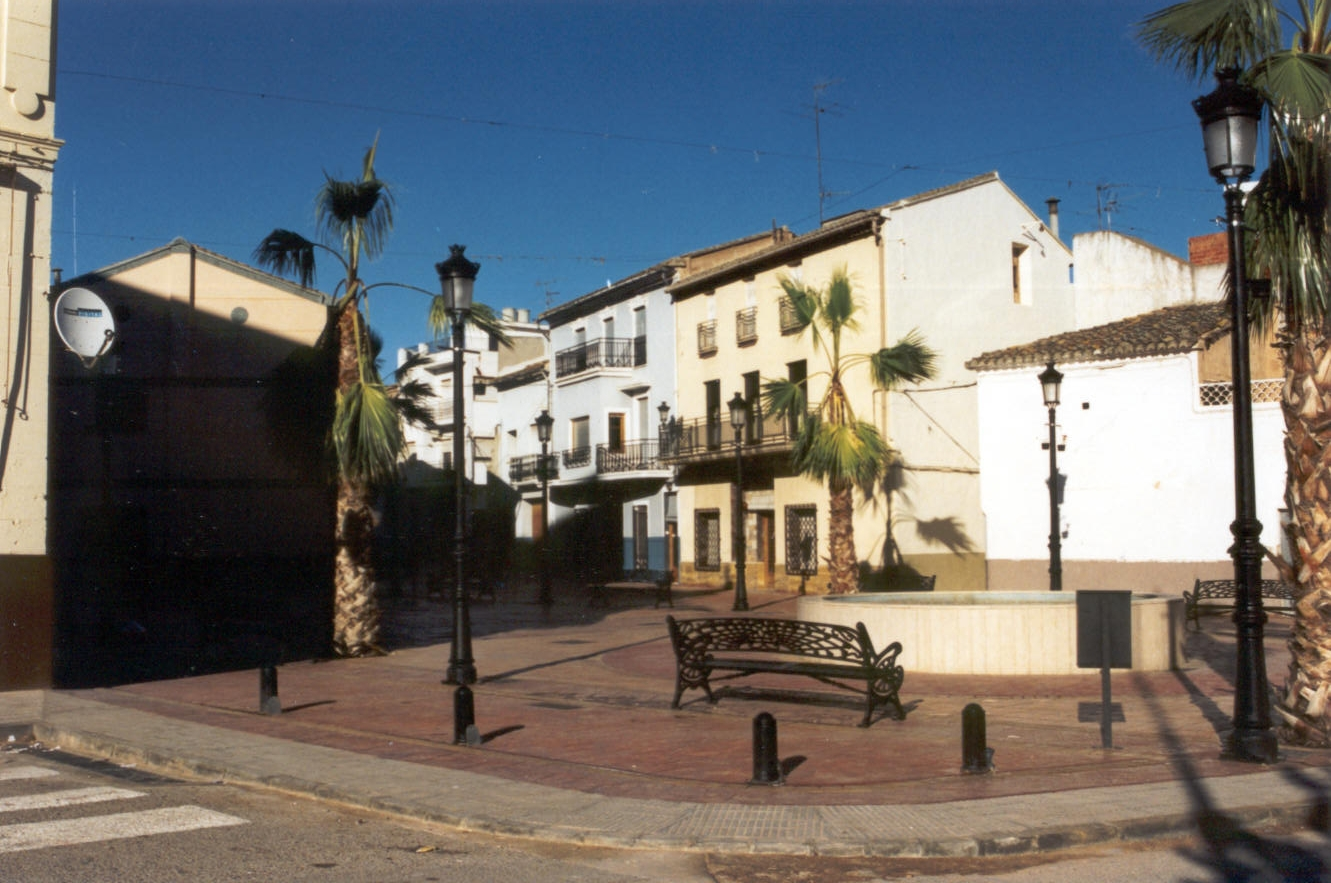
Piazza della Fontana e Strada Nuova, Catadau (Valencia, Spagna)